# 1878
1878 (MDCCCLXXVIII) fue un año común comenzado en martes según el calendario gregoriano.

## Acontecimientos

### enero
- 1 de enero: En Liverpool, Reino Unido grupos cristianos fundan el  Everton Football Club.
- 3 de enero: las tropas rusas ceden, Sofía y los turcos se ven obligados a solicitar negociaciones de paz.
- 23 de enero: Alfonso XII de España contrae matrimonio con María de las Mercedes de Orleans, la cual fallece meses después de tifus.

### febrero
- 2 de febrero: en la ciudad de Resistencia (Argentina) se crea la Fundación Friuliana (Italia).
- 5 de febrero: Turquía y Rusia firman un armisticio.
- 11 de febrero: firma del Pacto del Zanjón, entre el gobierno español y los rebeldes cubanos, que pone fin a la Guerra de los Diez Años o Guerra Grande. Los esclavos que lucharon de cualquier lado son liberados, pero la esclavitud no es abolida y Cuba permanece bajo el dominio español.
- 18 de febrero: en Lincoln County (Nuevo México, Estados Unidos, comienza la Guerra del condado de Lincoln.
- 18 a 20 de febrero: en Roma, tiene lugar el cónclave para elegir un nuevo pontífice tras la muerte del papa Pío IX.
- 19 de febrero: Thomas Edison patenta el fonógrafo.
- 20 de febrero: en Roma, el cardenal Pecci es elegido papa con el nombre de León XIII.
- 28 de febrero: Alfonso XII firma el Real Decreto que aprueba lo que se conocerá con el tiempo como Concierto Económico vasco.

### marzo
- 3 de marzo: 
  - Se crea el Principado de Bulgaria.
  - Se firma el Tratado de San Stefano, que pone fin a la guerra ruso-turca.
- 5 de marzo: Cesáreo Guillermo y Bastardo inicia su primer mandato como presidente de la República Dominicana hasta el 6 de julio de ese mismo año.
- 20 de marzo: Se firma el Convenio Salgar-Wyse entre Colombia y Francia para la construcción del Canal de Panamá.

### junio
- 4 de junio: el Imperio otomano otorga el control de la isla de Chipre a Gran Bretaña en pago por la ayuda prestada en una de las guerras ruso-otomanas.
- En junio, Eadweard Muybridge exhibe su experimento: "Caballo en movimiento", basado en la teoría de que durante el galope de un caballo, había un momento en el que el animal suspendía sus cuatro patas en el aire al mismo tiempo. Esto significaría el origen de la historia del cine.

### julio
- 6 de julio: en República Dominicana finaliza el primer periodo de Cesáreo Guillermo y Bastardo como presidente.
- 12 de julio: en el Mont Blanc (Francia) se destapa un lago subterráneo formado por el glaciar Tête-Rousse y arrasa la aldea Saint Gervais les Bains. Mueren 175 personas.[1]
- 23 de julio: Se firma el tratado del Congreso de Berlín que afecta al mapa político de Europa.
- 29 de julio: eclipse total de sol

### agosto
- 30 y 31 de agosto: en Miskolc (Hungría) sucede una inundación. El río Sajó sube un metro por minuto, impidiendo el escape de la mayor parte de la población. Mueren ahogadas unas 500 personas. Ya había habido varias inundaciones graves en 1691, 1788, 1813, 1845 y 1853, pero esta fue la peor.

### septiembre
- 26 de septiembre: en la provincia de Buenos Aires (Argentina) se funda la localidad de Maipú.

### Fechas desconocidas
- Inicio de la explotación petrolera en el Táchira, Venezuela.
- La villa de Alvarado, municipio de Veracruz, México, es elevada a categoría de ‘Ciudad’.
- Las tropas británicas acantonadas en la India invaden Afganistán debido a la postura favorable a Rusia de Shere Alí Kan.
- En Mánchester (Inglaterra) se funda el club de fútbol Manchester United (se desconoce la fecha exacta).

## Arte y literatura
- Se publica La justicia de Sully Prudhomme.
- Fiódor Dostoievski inicia la creación de su última obra: Los hermanos Karamázov.
- Benito Pérez Galdós: Marianela.
- Thomas Hardy: Retorno al país.
- Friedrich Nietzsche: Humano, demasiado humano.

## Música
- Gounod: Polyucte (ópera).

## Ciencia y tecnología
- 19 de febrero: Thomas Edison patenta el fonógrafo.
- C. Bernard: Lección sobre los fenómenos de la vida.
- Théodule Ribot: La herencia psicológica.

## Nacimientos

### enero
- 6 de enero: Nicanor Piñole, pintor español.
- 6 de enero: Carl Sandburg, poeta, novelista e historiador estadounidense.
- 9 de enero: John B. Watson, psicólogo estadounidense

### febrero
- 3 de febrero: Ramón María Aller Ulloa, astrónomo español (f. 1966).
- 5 de febrero: André Citroën, ingeniero francés, pionero de la industria automovilística (f. 1935).
- 11 de febrero: Kasimir Malevich, pintor ruso (f. 1935).

### marzo
- 10 de marzo: Amelia Cuñat y Monleón, dibujante ceramista (f. 1946)

### abril
- 1 de abril: Sarah Lorenzana, escritora española (f. 1954 o 1960).
- 10 de abril: Carlos Ruano Llopis, pintor español (f. 1950).
- 28 de abril: Lionel Barrymore, actor estadounidense (f. 1954).
- 26 de abril: Rafael Guízar y Valencia, obispo católico mexicano declarado santo (f. 1938)

### mayo
- 10 de mayo: Gustav Stresemann, político alemán, premio Nobel de la Paz en 1926 (f. 1929).
- 18 de mayo: Jesús Fernández Duro, aeronauta español, Caballero de Honor de la Legión Francesa (f. 1906).

### junio

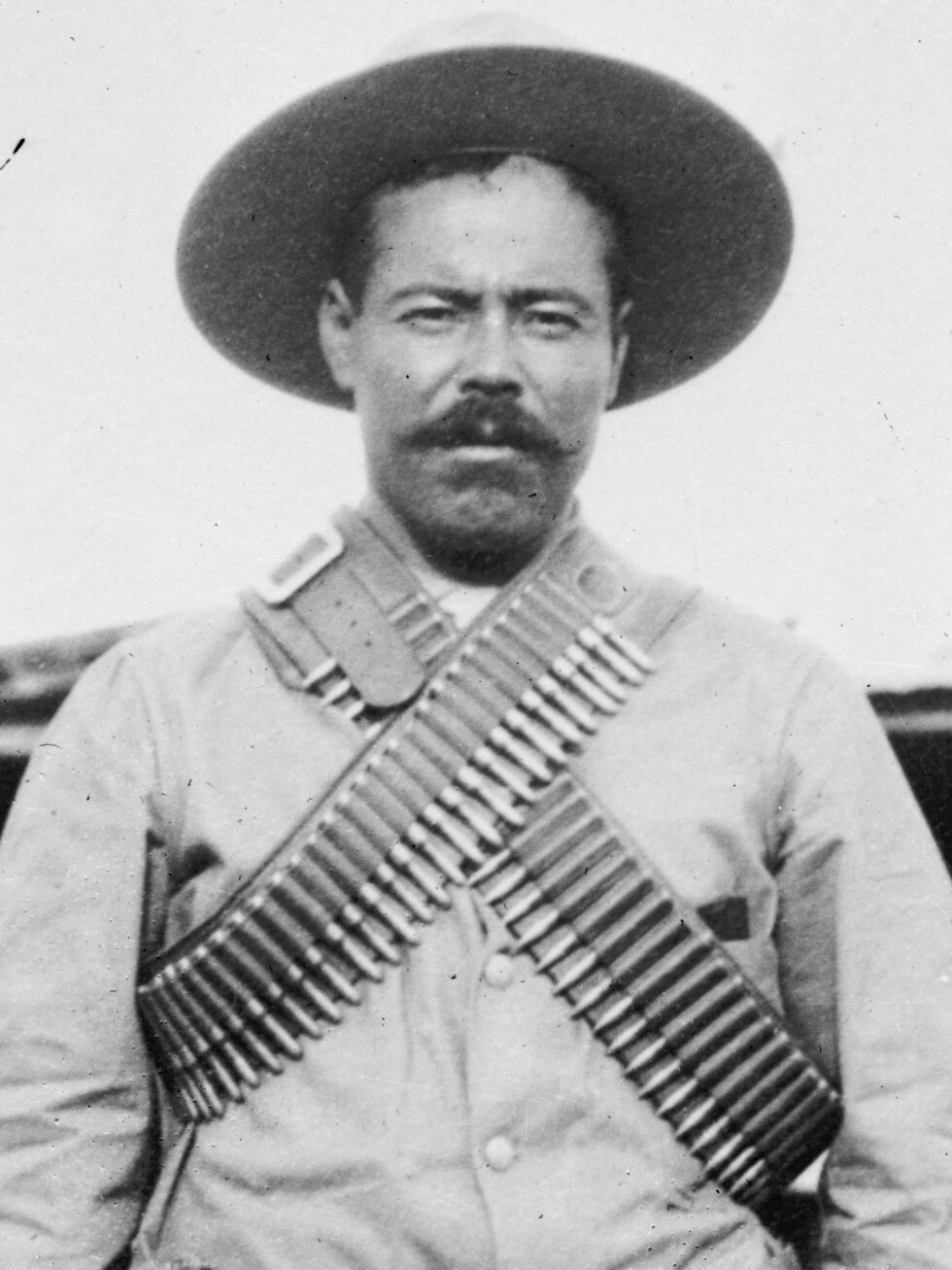
Pancho Villa.

- 5 de junio: Pancho Villa, líder revolucionario mexicano (f. 1923).
- 12 de junio: Isabel Oyarzábal, traductora, periodista, escritora, actriz y diplomática española (f. 1974).

### julio
- 20 de julio: Emilia Fogelklou, teóloga, escritora, profesora y activista por la paz sueca. (f. 1972).

### agosto
- 6 de agosto: Leopoldo Matos y Massieu, abogado y político español (f. 1936).
- 9 de agosto: Joseph Bushnell Ames, novelista estadounidense, (f. 1928).
- 28 de agosto: George Hoyt Whipple, médico estadounidense, premio Nobel de Medicina en 1934 (f. 1976).
- 31 de agosto: Frank Jarvis, atleta estadounidense (f. 1933).
- 27 de agosto: Piotr Wrangel, fue un noble y militar ruso durante la Guerra civil rusa

### septiembre
- 1 de septiembre: Tullio Serafin, director de orquesta italiano (f. 1968).

### octubre
- 17 de octubre: Jacobo Fitz-James Stuart y Falcó, IX duque de Berwick y XVII duque de Alba (f. 1953).

### noviembre
- 1 de noviembre: Carlos Saavedra Lamas, político y jurista argentino, premio Nobel de la Paz en 1936 (f. 1959).
- 23 de noviembre: André Caplet, compositor, y director de orquesta francés (f. 1925).
- 26 de noviembre: Marshall Major Thalónol, ciclista estadounidense (f. 1932).

### diciembre
- 6 de diciembre: José María Rodríguez Acosta pintor español (f. 1941).
- 18 de diciembre: Iósif Stalin, político y dictador soviético entre 1941 y 1953 (f. 1953).
- 31 de diciembre: Horacio Quiroga, cuentista, dramaturgo y poeta uruguayo (f. 1937).

## Fallecimientos

### enero
- 9 de enero: Víctor Manuel II, monarca italiano (n. 1820).

### febrero
- 26 de febrero: Juan María Gutiérrez, escritor, político y científico argentino (n. 1809).
- 7 de febrero: Pío IX, papa italiano.
- 9 de febrero: Tito Angelini, pintor italiano.

### abril
- 20 de abril: Francisco Añón Paz, poeta español.

### mayo
- 14 de mayo: Ōkubo Toshimichi, estadista japonés.

### junio
- 11 de junio: Eulalia Pérez de Guillén Mariné, partera, mayordoma y supercentenaria mexicana (n. hacia 1766).
- 16 de junio: C. W. Long, médico estadounidense, primer anestesiólogo occidental (n. 1815).
- 26 de junio: María de las Mercedes de Orleans, monarca española (n. 1860).

### julio
- 16 de julio: Joaquín María del Castillo y Lanzas, político mexicano.
- 23 de julio: Hilarión Eslava, compositor y musicólogo español (n. 1807).

### agosto
- 22 de agosto: María Cristina de Borbón-Dos Sicilias, monarca española (n. 1806).

### octubre
- 4 de octubre: Manuel María Gándara 10 veces gobernador del estado de Sonora, México.
- 7 de octubre: Tomás Cipriano de Mosquera. Militar, político, escritor y 4 veces presidente de Colombia, (n, 1798).
- 20 de octubre Salvador Amargós, impresor español (n. 1827).

### noviembre
- 16 de noviembre: Manuel Pardo y Lavalle, político y presidente peruano entre 1872 y 1876 (n. 1834).

### diciembre
- 28 de diciembre: Fabre Geffrard, político y militar haitiano.